# Флуспирилен
Флуспирилен (лат. Fluspirilenum, англ. Fluspirilene) — типичный нейролептик класса дифенилбутилпиперидинов. Разработан и испытан в 1963 году бельгийской компанией Janssen Pharmaceutica.
Синонимы: R6218, ИМАП (интрамускулярный антипсихотик), флушпирилен, редептин, спиродифламин.

## Общая информация
Флуспирилен — производное дифенилбутилпиперидина. Является активным нейролептическим средством, оказывающим выраженный антипсихотический эффект. По спектру фармакологического действия близок к галоперидолу. Эффективен при галлюцинациях, бреде, аутизме. Успокаивает также эмоциональное и психомоторное возбуждение.
Основной особенностью флуспирилена является его пролонгированное действие. После однократного внутримышечного введения в виде суспензии эффект продолжается в течение 1 недели.
Препарат применяют в первую очередь для поддерживающей терапии больных, страдающих хроническими психическими заболеваниями, после лечения в стационаре. Удобен для применения в амбулаторной практике вследствие отсутствия выраженного гипноседативного действия. Облегчает реадаптацию и реабилитацию больных. Можно применять флуспирилен и в условиях стационара при шизофрении и других психических заболеваниях, сопровождающихся галлюцинациями, бредом, психомоторным возбуждением. Флуспирилен можно комбинировать с обычными (непролонгированными) нейролептическими препаратами, оказывающими психоседативное действие.

## Способ применения и дозы
Вводят суспензию флуспирилена внутримышечно раз в неделю. В условиях стационара вводят сначала 4—6 мг (2—3 мл), а при необходимости повышают дозу до 8—10 мг (4—5 мл). По достижении оптимального эффекта дозу постепенно понижают до поддерживающей недельной дозы 2—6 мг (1—3 мл).
При продолжительном лечении можно через каждые 3—4 недели делать недельный перерыв.
В амбулаторных условиях вводят по 2—6 мг (1—3 мл) раз в неделю.

## Побочные эффекты
При применении препарата могут развиваться экстрапирамидные расстройства; для их предупреждения рекомендуется в день введения флуспирилена и в следующие 2 дня применять антипаркинсонические средства. При длительном лечении флуспириленом возможны снижение массы тела, общая слабость, ухудшение сна, депрессия. В первый день после инъекции могут наблюдаться тошнота и ощущение усталости.
Не следует назначать флуспирилен женщинам в первые 3 месяца беременности.

## Противопоказания
Препарат противопоказан при экстрапирамидных нарушениях, депрессии, двигательных расстройствах, беременности.

## Физические свойства
Микрокристаллический порошок, нерастворимый в воде. Выпускается в виде суспензии в воде, содержащей в 1 мл 0,002 г (2 мг) препарата.

## Форма выпуска
В ампулах по 2 мл с содержанием в 1 мл 0,002 г (2 мг) флуспирилена (4 мг в 1 ампуле). Перед инъекцией ампулу следует сильно встряхнуть (для гомогенизации взвеси).